# Sainte-Colombe (Lot)
Pour les articles homonymes, voir Sainte-Colombe.
Sainte-Colombe est une commune française, située dans l'est du département du Lot en région Occitanie.
Elle est également dans le Ségala lotois, une région naturelle constituant la frange occidentale de la Châtaigneraie, constituant le parent lotois du Ségala aveyronnais et tarnais.
Exposée à un climat océanique altéré, elle est drainée par la Bave, la Burlande, le Drauzou, le ruisseau de Saint-Perdoux et par divers autres petits cours d'eau. Incluse dans le bassin de la Dordogne, la commune possède un patrimoine naturel remarquable composé de six zones naturelles d'intérêt écologique, faunistique et floristique.
Sainte-Colombe est une commune rurale qui compte 234 habitants en 2022, après avoir connu un pic de population de 604 habitants en 1861.  Elle fait partie de l'aire d'attraction de Figeac. Ses habitants sont appelés les Saint-Colombins ou  Saint-Colombines.

## Géographie
Sainte-Colombe est une commune du Quercy. Située entre Figeac et Lacapelle-Marival, elle s'est construite sur cette zone géographique qu'on appelle Ségala lotois.
Ce village est composé principalement de hameaux (Arcambal, Béssés, Bézermes, Cantié, Doumerguez, la Rengue, la Rentie, la Rouqueyrie, Lascombelles, le Mas del Blat, le Moulin de Goules, Pechsesquières), le principal d'entre eux était Rouqueyroux au début, du XXe siècle, où se  déroulaient des foires et marchés aux bestiaux importants. On venait d'Aurillac (70 km) à pied pour vendre sa marchandise.

### Communes limitrophes
|               | Montet-et-Bouxal |                      |
| Labathude     | Sainte-Colombe   | Sabadel-Latronquière |
| Saint-Bressou | Cardaillac       | Prendeignes          |

### Climat
Pour des articles plus généraux, voir Climat de l'Occitanie et Climat du Lot.
En 2010, le climat de la commune est de type climat océanique altéré, selon une étude s'appuyant sur une série de données couvrant la période 1971-2000. En 2020, Météo-France publie une typologie des climats de la France métropolitaine dans laquelle la commune est exposée à un climat de montagne ou de marges de montagne et est dans la région climatique Ouest et nord-ouest du Massif Central, caractérisée par une pluviométrie annuelle de 900 à 1 500 mm, maximale en automne et en hiver.
Pour la période 1971-2000, la température annuelle moyenne est de 11 °C, avec une amplitude thermique annuelle de 14,9 °C. Le cumul annuel moyen de précipitations est de 1 268 mm, avec 12,5 jours de précipitations en janvier et 7,2 jours en juillet. Pour la période 1991-2020, la température moyenne annuelle observée sur la station météorologique la plus proche, située sur la commune de Latronquière à 10 km à vol d'oiseau, est de 11,0 °C et le cumul annuel moyen de précipitations est de 1 361,3 mm,. Pour l'avenir, les paramètres climatiques de la commune estimés pour 2050 selon différents scénarios d’émission de gaz à effet de serre sont consultables sur un site dédié publié par Météo-France en novembre 2022.

### Milieux naturels et biodiversité

#### Espaces protégés
La protection réglementaire est le mode d’intervention le plus fort pour préserver des espaces naturels remarquables et leur biodiversité associée,.
La commune fait partie de la zone de transition du bassin de la Dordogne, un territoire d'une superficie de 1 880 258 ha reconnu réserve de biosphère par l'UNESCO en juillet 2012,.

#### Zones naturelles d'intérêt écologique, faunistique et floristique
L’inventaire des zones naturelles d'intérêt écologique, faunistique et floristique (ZNIEFF) a pour objectif de réaliser une couverture des zones les plus intéressantes sur le plan écologique, essentiellement dans la perspective d’améliorer la connaissance du patrimoine naturel national et de fournir aux différents décideurs un outil d’aide à la prise en compte de l’environnement dans l’aménagement du territoire.
Trois ZNIEFF de type 1 sont recensées sur la commune :
- les « zones humides de Cantagrel, du Moulin de Carrié et de Lafont » (15 ha), couvrant 3 communes du département[14] ;
- les « zones humides de combet » (7 ha)[15],
- les « zones humides des ruisseaux de Burgalières et de Pétarot ainsi que de l´étang de Cün » (44 ha), couvrant 3 communes du département[16] ;

et trois ZNIEFF de type 2, : 
- le « bassin de la Bave » (8 075 ha), couvrant 22 communes dont une dans le Cantal et 21 dans le Lot[17] ;
- le « Haut bassin du Drauzou » (2 611 ha), couvrant 10 communes du département[18] ;
- le « Ségala lotois : bassin versant du Célé » (12 535 ha), couvrant 28 communes dont six dans le Cantal et 22 dans le Lot[19].

Cartes des ZNIEFF de type 1 et 2 à Sainte-Colombe.
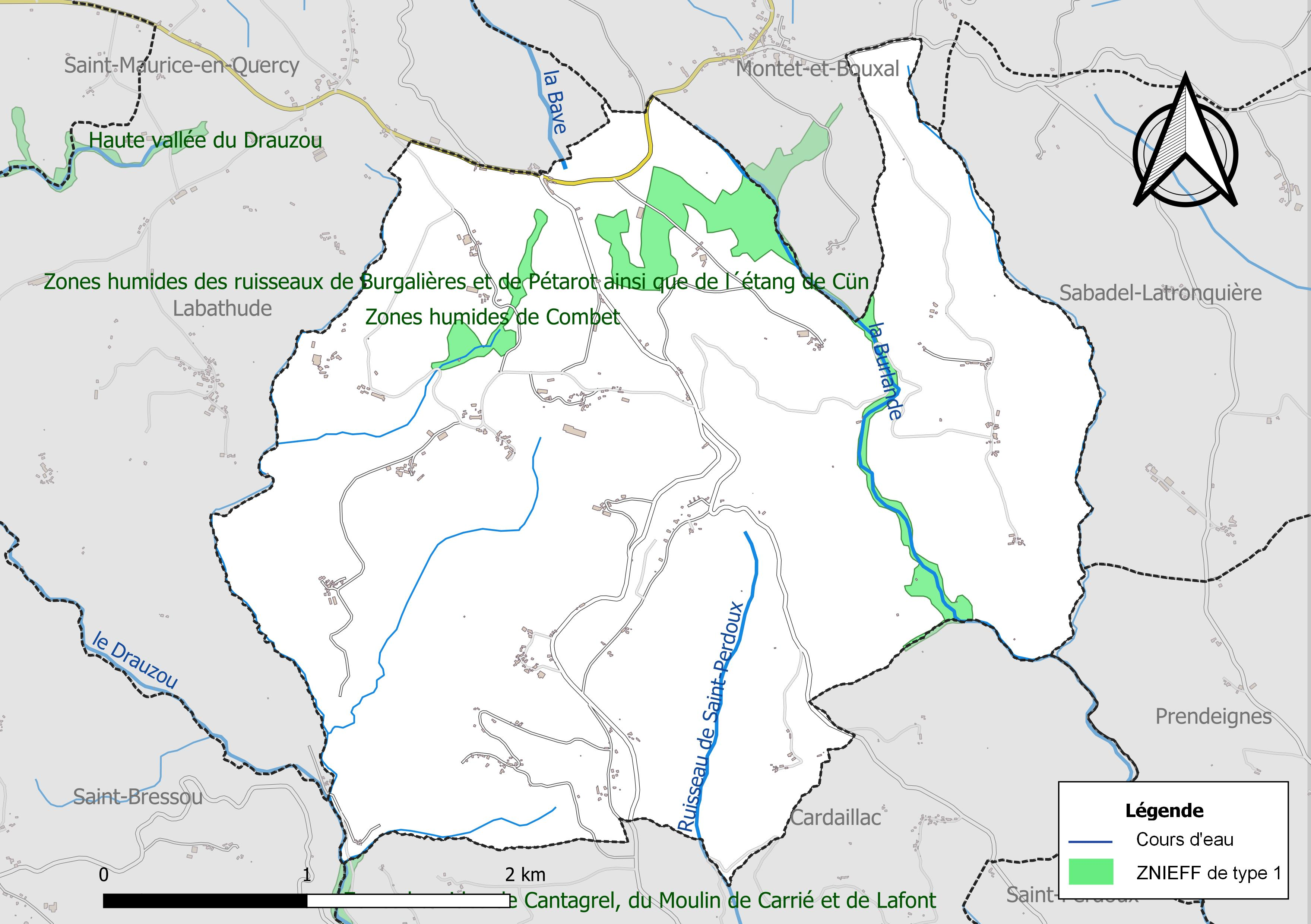
Carte des ZNIEFF de type 1 sur la commune.
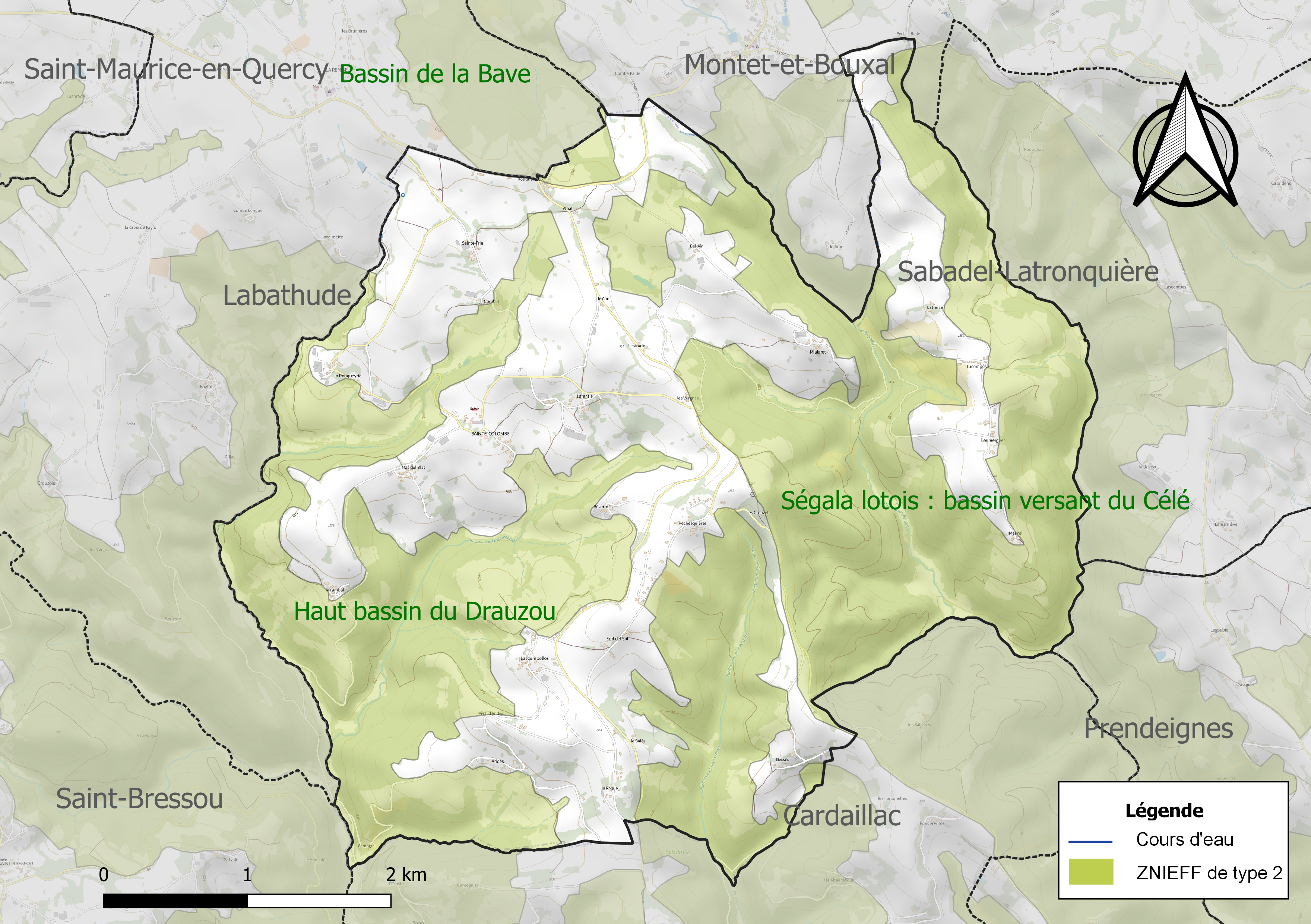
Carte des ZNIEFF de type 2 sur la commune.

## Urbanisme

### Typologie
Au 1er janvier 2024, Sainte-Colombe est catégorisée commune rurale à habitat très dispersé, selon la nouvelle grille communale de densité à sept niveaux définie par l'Insee en 2022.
Elle est située hors unité urbaine. Par ailleurs la commune fait partie de l'aire d'attraction de Figeac, dont elle est une commune de la couronne,. Cette aire, qui regroupe 59 communes, est catégorisée dans les aires de moins de 50 000 habitants,.

### Occupation des sols
L'occupation des sols de la commune, telle qu'elle ressort de la base de données européenne d’occupation biophysique des sols Corine Land Cover (CLC), est marquée par l'importance des territoires agricoles (59,7 % en 2018), en augmentation par rapport à 1990 (52,9 %). La répartition détaillée en 2018 est la suivante : 
prairies (57,6 %), forêts (40,3 %), zones agricoles hétérogènes (2 %). L'évolution de l’occupation des sols de la commune et de ses infrastructures peut être observée sur les différentes représentations cartographiques du territoire : la carte de Cassini (XVIIIe siècle), la carte d'état-major (1820-1866) et les cartes ou photos aériennes de l'IGN pour la période actuelle (1950 à aujourd'hui).

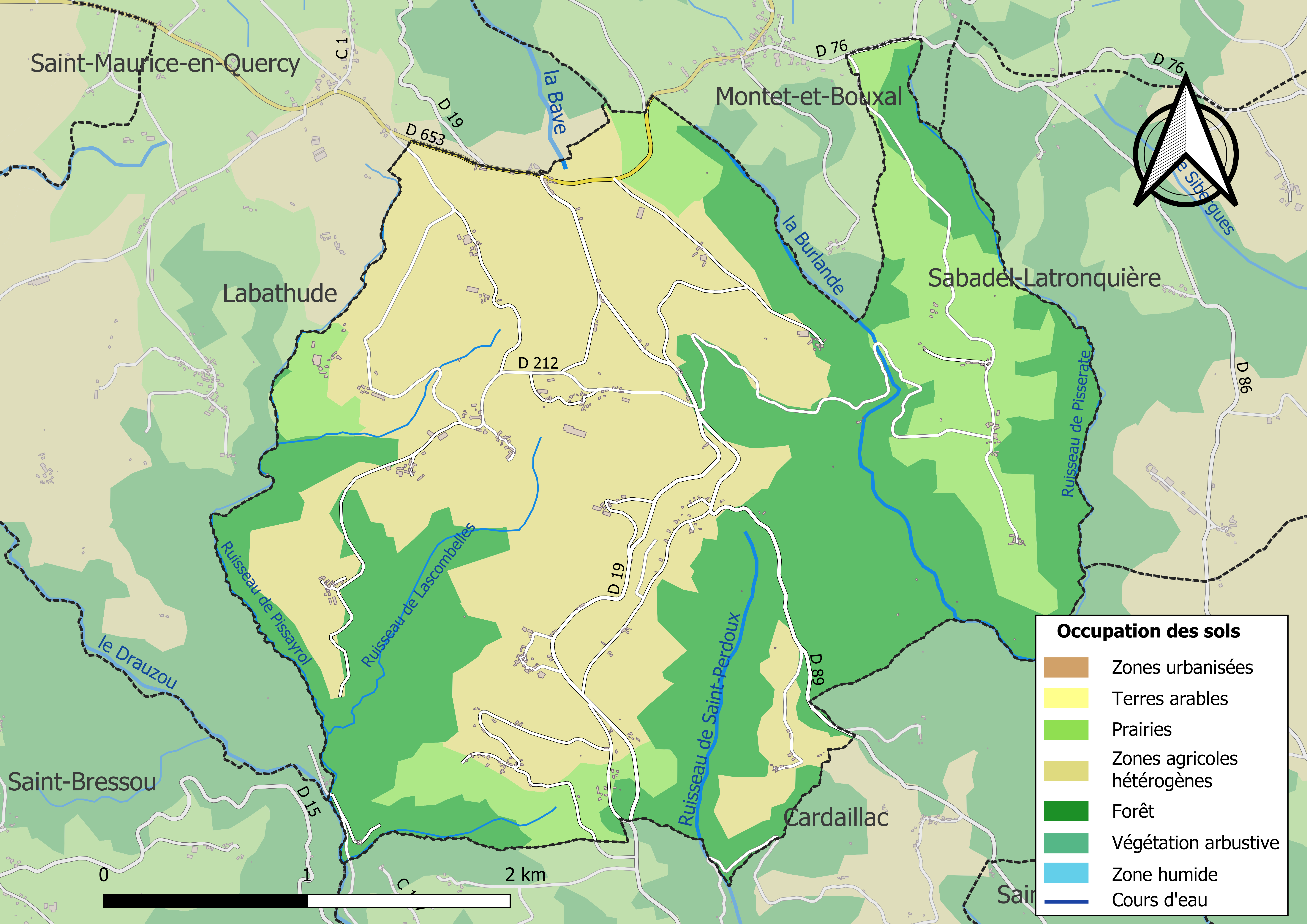
Carte des infrastructures et de l'occupation des sols de la commune en 2018 (CLC).

### Risques majeurs
Le territoire de la commune de Sainte-Colombe est vulnérable à différents aléas naturels : météorologiques (tempête, orage, neige, grand froid, canicule ou sécheresse), inondations, feux de forêts, mouvements de terrains et séisme (sismicité très faible). Il est également exposé à un risque particulier : le risque de radon. Un site publié par le BRGM permet d'évaluer simplement et rapidement les risques d'un bien localisé soit par son adresse soit par le numéro de sa parcelle.

#### Risques naturels
Certaines parties du territoire communal sont susceptibles d’être affectées par le risque d’inondation par débordement de cours d'eau, notamment la Bave, la Burlande, le ruisseau de Saint-Perdoux et le Drauzou. La cartographie des zones inondables en ex-Midi-Pyrénées réalisée dans le cadre du XIe Contrat de plan État-région, visant à informer les citoyens et les décideurs sur le risque d’inondation, est accessible sur le site de la DREAL Occitanie. La commune a été reconnue en état de catastrophe naturelle au titre des dommages causés par les inondations et coulées de boue survenues en 1982 et 1999,.
Sainte-Colombe est exposée au risque de feu de forêt. Un plan départemental de protection des forêts contre les incendies a été approuvé par arrêté préfectoral le 30 novembre 2015 pour la période 2015-2025. Les propriétaires doivent ainsi couper les broussailles, les arbustes et les branches basses sur une profondeur de 50 mètres, aux abords des constructions, chantiers, travaux et installations de toute nature, situées à moins de 200 mètres de terrains en nature
de bois, forêts, plantations, reboisements, landes ou friches. Le brûlage des déchets issus de l’entretien des parcs et jardins des ménages et des collectivités est interdit. L’écobuage est également interdit, ainsi que les feux de type méchouis et barbecues, à l’exception de ceux prévus dans des installations fixes (non situées sous couvert d'arbres) constituant une dépendance d'habitation.

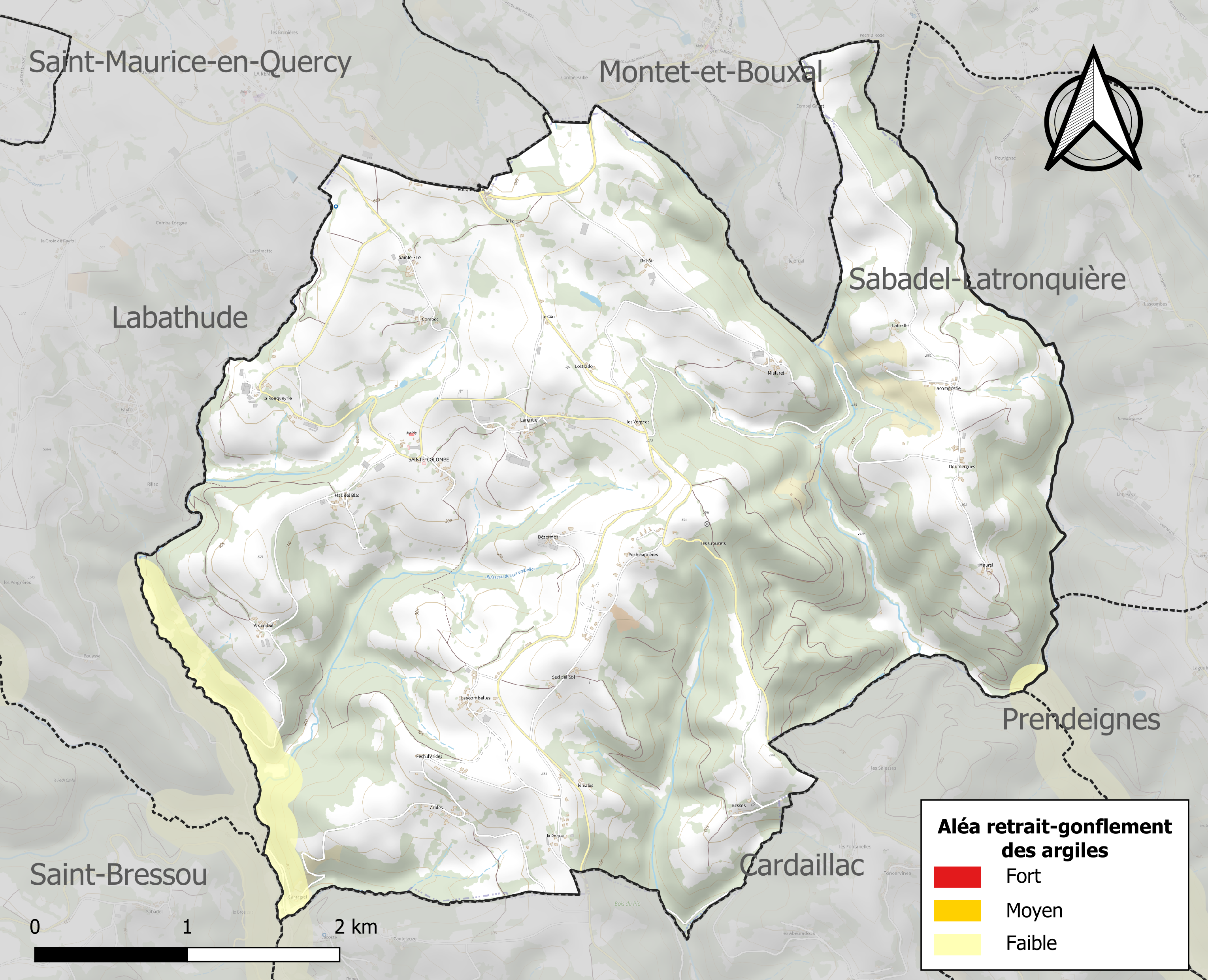
Carte des zones d'aléa retrait-gonflement des sols argileux de Sainte-Colombe.

Les mouvements de terrains susceptibles de se produire sur la commune sont des affaissements et effondrements liés aux cavités souterraines (hors mines), des éboulements, chutes de pierres et de blocs et des glissements de terrain. Par ailleurs, afin de mieux appréhender le risque d’affaissement de terrain, l'inventaire national des cavités souterraines permet de localiser celles situées sur la commune.
Le retrait-gonflement des sols argileux est susceptible d'engendrer des dommages importants aux bâtiments en cas d’alternance de périodes de sécheresse et de pluie. 0 % de la superficie communale est en aléa moyen ou fort (67,7 % au niveau départemental et 48,5 % au niveau national). Sur les 131 bâtiments dénombrés sur la commune en 2019, 0 sont en aléa moyen ou fort, soit 0 %, à comparer aux 72 % au niveau départemental et 54 % au niveau national. Une cartographie de l'exposition du territoire national au retrait gonflement des sols argileux est disponible sur le site du BRGM,.
Par ailleurs, afin de mieux appréhender le risque d’affaissement de terrain, l'inventaire national des cavités souterraines permet de localiser celles situées sur la commune.
Concernant les mouvements de terrains, la commune a été reconnue en état de catastrophe naturelle au titre des dommages causés par des mouvements de terrain en 1999.

#### Risque particulier
Dans plusieurs parties du territoire national, le radon, accumulé dans certains logements ou autres locaux, peut constituer une source significative d’exposition de la population aux rayonnements ionisants. Certaines communes du département sont concernées par le risque radon à un niveau plus ou moins élevé. Selon la classification de 2018, la commune de Sainte-Colombe est classée en zone 3, à savoir zone à potentiel radon significatif.

## Toponymie
Le toponyme Sainte-Colombe est basé sur l'hagiotoponyme chrétien Colombe, martyre décapitée à Sens.

## Histoire
La congrégation des Sœurs de Saint-Joseph fonde, en 1844, un premier pensionnat de jeunes filles. Son but était d'instruire des jeunes filles, de prodiguer des soins aux malades et de visiter les pauvres de la paroisse. Cette institution est fermée en 1904, à la suite des lois de séparation de l’Église et de l’État. Une ancienne élève, Albertine Sudrie, achète le couvent et rouvre le pensionnat en 1913. De 1940 à 1944, le pensionnat est dirigé par des sœurs originaires de Vic-sur-Seille, suivies à la Libération par la congrégation des Filles de Notre-Dame du Sacré-Cœur. Mais en raison de difficulté de mettre en conformité les lieux, il ferme en 1971.

## Politique et administration
| Période                                  | Période                         | Identité         | Étiquette | Qualité                                       |
| ---------------------------------------- | ------------------------------- | ---------------- | --------- | --------------------------------------------- |
| avant 1981                               | ?                               | Joseph Delrieu   |           |                                               |
|                                          |                                 | Paul Maurel      | SE        |                                               |
| juin 1995                                | 2017                            | Vincent Labarthe | PS        | Président du Grand-Figeac Conseiller régional |
| 2017                                     | En cours (au 15 septembre 2020) | Roger Landes     |           |                                               |
| Les données manquantes sont à compléter. |                                 |                  |           |                                               |

## Démographie
L'évolution du nombre d'habitants est connue à travers les recensements de la population effectués dans la commune depuis 1793. Pour les communes de moins de 10 000 habitants, une enquête de recensement portant sur toute la population est réalisée tous les cinq ans, les populations de référence des années intermédiaires étant quant à elles estimées par interpolation ou extrapolation. Pour la commune, le premier recensement exhaustif entrant dans le cadre du nouveau dispositif a été réalisé en 2005.

En 2022, la commune comptait 234 habitants, en évolution de +12,5 % par rapport à 2016 (Lot : +1,31 %, France hors Mayotte : +2,11 %).
| 1793 | 1800 | 1806 | 1821 | 1831 | 1836 | 1841 | 1846 | 1851 |
| ---- | ---- | ---- | ---- | ---- | ---- | ---- | ---- | ---- |
| 340  | 350  | 427  | 340  | 489  | 459  | 490  | 561  | 595  |

| 1856 | 1861 | 1866 | 1872 | 1876 | 1881 | 1886 | 1891 | 1896 |
| ---- | ---- | ---- | ---- | ---- | ---- | ---- | ---- | ---- |
| 594  | 604  | 592  | 556  | 568  | 586  | 585  | 590  | 574  |

| 1901 | 1906 | 1911 | 1921 | 1926 | 1931 | 1936 | 1946 | 1954 |
| ---- | ---- | ---- | ---- | ---- | ---- | ---- | ---- | ---- |
| 533  | 506  | 504  | 501  | 429  | 397  | 359  | 360  | 362  |

| 1962 | 1968 | 1975 | 1982 | 1990 | 1999 | 2005 | 2006 | 2010 |
| ---- | ---- | ---- | ---- | ---- | ---- | ---- | ---- | ---- |
| 332  | 288  | 239  | 220  | 207  | 164  | 146  | 143  | 191  |

| 2015 | 2020 | 2022 | - | - | - | - | - | - |
| ---- | ---- | ---- | - | - | - | - | - | - |
| 202  | 227  | 234  | - | - | - | - | - | - |

## Économie

### Revenus
En 2018, la commune compte 93 ménages fiscaux, regroupant 204 personnes. La médiane du revenu disponible par unité de consommation est de 18 150 € (20 740 € dans le département).

### Emploi
|                | 2008  | 2013  | 2018  |
| -------------- | ----- | ----- | ----- |
| Commune        | 3,5 % | 7,7 % | 7,3 % |
| Département    | 7,3 % | 8,9 % | 9,6 % |
| France entière | 8,3 % | 10 %  | 10 %  |

En 2018, la population âgée de 15 à 64 ans s'élève à 117 personnes, parmi lesquelles on compte 81,5 % d'actifs (74,2 % ayant un emploi et 7,3 % de chômeurs) et 18,5 % d'inactifs,. Depuis 2008, le taux de chômage communal (au sens du recensement) des 15-64 ans est inférieur à celui de la France et du département.
La commune fait partie de la couronne de l'aire d'attraction de Figeac, du fait qu'au moins 15 % des actifs travaillent dans le pôle,. Elle compte 31 emplois en 2018, contre 26 en 2013 et 33 en 2008. Le nombre d'actifs ayant un emploi résidant dans la commune est de 88, soit un indicateur de concentration d'emploi de 34,8 % et un taux d'activité parmi les 15 ans ou plus de 55,1 %.
Sur ces 88 actifs de 15 ans ou plus ayant un emploi, 25 travaillent dans la commune, soit 29 % des habitants. Pour se rendre au travail, 80,6 % des habitants utilisent un véhicule personnel ou de fonction à quatre roues, 2,2 % s'y rendent en deux-roues, à vélo ou à pied et 17,2 % n'ont pas besoin de transport (travail au domicile).

### Activités hors agriculture
23 établissements sont implantés  à Sainte-Colombe au 31 décembre 2019.
Le secteur de l'industrie manufacturière, des industries extractives et autres est prépondérant sur la commune puisqu'il représente 65,2 % du nombre total d'établissements de la commune (15 sur les 23 entreprises implantées  à Sainte-Colombe), contre 14 % au niveau départemental.

### Agriculture
La commune est dans le Segala », une petite région agricole occupant la frange est du département du Lot. En 2020, l'orientation technico-économique de l'agriculture  sur la commune est l'élevage bovin, orientation mixte lait et viande.
|               | 1988 | 2000 | 2010 | 2020 |
| ------------- | ---- | ---- | ---- | ---- |
| Exploitations | 33   | 22   | 17   | 12   |
| SAU (ha)      | 737  | 773  | 822  | 888  |

Le nombre d'exploitations agricoles en activité et ayant leur siège dans la commune est passé de 33 lors du recensement agricole de 1988  à 22 en 2000 puis à 17 en 2010 et enfin à 12 en 2020, soit une baisse de 64 % en 32 ans. Le même mouvement est observé à l'échelle du département qui a perdu pendant cette période 60 % de ses exploitations,. La surface agricole utilisée sur la commune est restée relativement stable, passant de 737 ha en 1988 à 888 ha en 2020. Parallèlement la surface agricole utilisée moyenne par exploitation a augmenté, passant de 22 à 74 ha.

## Culture locale et patrimoine

### Lieux et monuments
Le centre village est composé de l'église, du presbytère, de la mairie, de la salle des fêtes et du pensionnat, abandonné depuis une trentaine d'années et qui a vu beaucoup de jeunes filles y prendre les cours. Henri Troyat en parle dans son livre "La Grive".

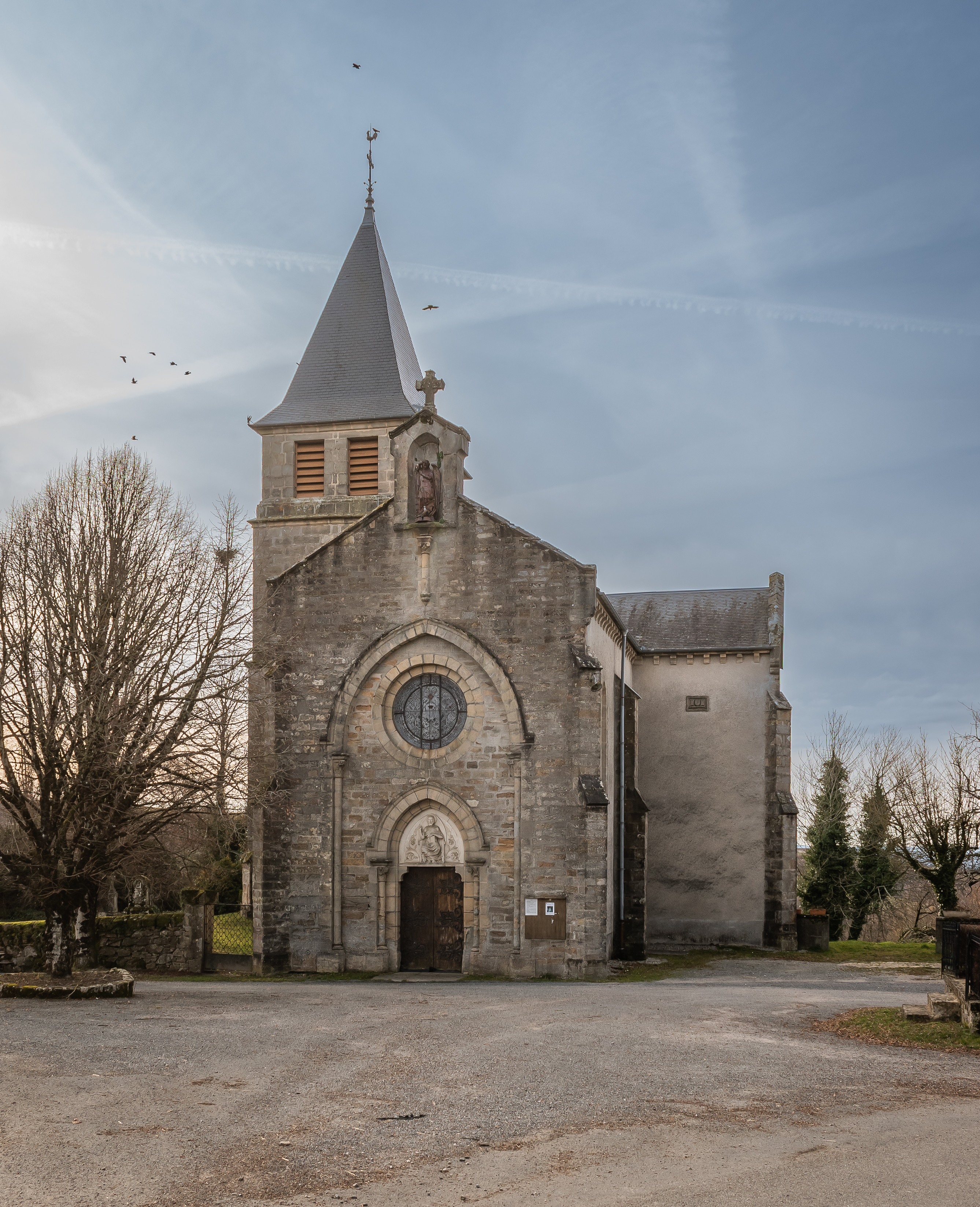
L'Église Saint-Jean-Baptiste.

- Église Saint-Jean-Baptiste de Sainte-Colombe.
- Chapelle de l’ancien pensionnat de Sainte-Colombe.